# 영연방 왕국

현재의 영연방 왕국의 구성국
영연방 왕국의 구성국의 속령
과거 영연방 왕국의 구성국과 자치령이었다가 공화국이 된 국가

영연방 왕국(영어: Commonwealth realm 코먼웰스 렐름[*]) 또는 영국연방 왕국은 영연방에 속하는 나라들중에 현재까지 영국 군주가 군주로 겸하고 있는 영국 및 그 외 14개국(2021년 기준)의 주권 국가들을 말한다. 이 나라들의 영토는 총 1,880만km2(남극 제외)이며, 1억 3500만 명의 인구로 구성되어 있다.
이들 중 200만 명의 인구를 제외하고는 모두가 가장 인구가 많은 여섯 국가인 영국, 캐나다, 오스트레일리아, 파푸아뉴기니, 뉴질랜드, 자메이카 등에서 살며, 각 연방 왕국 간의 관계가 일종의 인적 동군연합인데, 어떤 나라도 우월권을 가지지 않으며 상호 평등하고 독립적인 관계이다.
영국 이외의 나라에서는 군주가 임명하는 총독이 군주를 대리해 집무하며, 현재 14개, 그리고 이전의 왕국들은 자국인 영국과 파푸아뉴기니를 제외하고는 영국의 식민지가 모두 독립 국가로 발전하였다.
파푸아뉴기니는 독립 이전까지 오스트레일리아의 지배를 받던 국가로, 1914년에 뉴기니섬의 북부 지역인 독일령 뉴기니를 차지한 오스트레일리아가 1905년에 영국으로부터 이양받은 영국령 뉴기니를 합쳐 유엔 신탁통치령으로 남아 있다가 1975년에 독립하였다.

## 영연방 왕국 구성국 목록
| 국가                  | 군주                         | 연도   | 국왕의 칭호 | 왕실기 | 면적 (km2)    |
| --------------------- | ---------------------------- | ------ | --- | ------ | ------------- |
| 앤티가 바부다         | 앤티가 바부다의 군주         | 1981년 | 하느님의 은총으로 앤티가 바부다와 그 밖의 왕국과 영토의 국왕, 영연방의 수장이신 찰스 3세 폐하 Charles III, by the Grace of God, King of Antigua and Barbuda and of His other Realms and Territories, Head of the Commonwealth | 없음   | 440km2        |
| 오스트레일리아        | 오스트레일리아의 군주        | 1931년 | 하느님의 은총으로 오스트레일리아와 그 밖의 왕국과 영토의 국왕, 영연방의 수장이신 찰스 3세 폐하 Charles III, by the Grace of God, King of Australia and His other Realms and Territories, Head of the Commonwealth |        | 7,686,850km2  |
| 바하마                | 바하마의 군주                | 1973년 | 하느님의 은총으로 바하마 연방과 그 밖의 왕국과 영토의 국왕, 영연방의 수장이신 찰스 3세 폐하 Charles III, by the Grace of God, King of the Commonwealth of the Bahamas and of His other Realms and Territories, Head of the Commonwealth | 없음   | 13,878km2     |
| 벨리즈                | 벨리즈의 군주                | 1981년 | 하느님의 은총으로 벨리즈와 그 밖의 왕국과 영토의 국왕, 영연방의 수장이신 찰스 3세 폐하 Charles III, by the Grace of God, King of Belize and of His other Realms and Territories, Head of the Commonwealth | 없음   | 22,966km2     |
| 캐나다                | 캐나다의 군주                | 1931년 | 하느님의 은총으로 연합왕국, 캐나다와 그 밖의 왕국과 영토의 국왕, 영연방의 수장, 신앙의 옹호자이신 찰스 3세 폐하 영어: Charles III, by the Grace of God of the United Kingdom, Canada and of His other Realms and Territories King, Head of the Commonwealth, Defender of the Faith 프랑스어: Charles III, par la Grâce de Dieu du Royaume-Uni, du Canada et de Ses autres Royaumes et Territoires Roi, Chef du Commonwealth, Défenseur de la Foi |        | 9,984,670km2  |
| 그레나다              | 그레나다의 군주              | 1974년 | 하느님의 은총으로 그레이트브리튼 북아일랜드 연합왕국과 그레나다와 그 밖의 왕국과 영토의 국왕, 영연방의 수장이신 찰스 3세 폐하 Charles III, by the Grace of God, King of Grenada and of His other Realms and Territories, Head of the Commonwealth | 없음   | 344km2        |
| 자메이카              | 자메이카의 군주              | 1962년 | 하느님의 은총으로 자메이카와 그 밖의 왕국과 영토의 국왕, 영연방의 수장이신 찰스 3세 폐하 Charles III, by the Grace of God, King of Jamaica and of His other Realms and Territories, Head of the Commonwealth |        | 10,991km2     |
| 뉴질랜드              | 뉴질랜드의 군주              | 1931년 | 하느님의 은총으로 뉴질랜드와 그 밖의 왕국과 영토의 국왕, 영연방의 수장, 신앙의 옹호자이신 찰스 3세 폐하 Charles III, by the Grace of God, King of New Zealand and of His other Realms and Territories, Head of the Commonwealth |        | 268,680km2    |
| 파푸아뉴기니          | 파푸아뉴기니의 군주          | 1975년 | 하느님의 은총으로 파푸아뉴기니와 그 밖의 왕국과 영토의 국왕, 영연방의 수장이신 찰스 3세 폐하 Charles III, by the Grace of God, King of Papua New Guinea and of His other Realms and Territories, Head of the Commonwealth | 없음   | 499,852 km2   |
| 세인트키츠 네비스     | 세인트키츠 네비스의 군주     | 1983년 | 하느님의 은총으로 세인트키츠 네비스와 그 밖의 왕국과 영토의 국왕, 영연방의 수장이신 찰스 3세 폐하 Charles III, by the Grace of God, King of Saint Christopher and Nevis and of His other Realms and Territories, Head of the Commonwealth | 없음   | 174km2        |
| 세인트루시아          | 세인트루시아의 군주          | 1979년 | 하느님의 은총으로 세인트루시아와 그 밖의 왕국과 영토의 국왕, 영연방의 수장이신 찰스 3세 폐하 Charles III, by the Grace of God, King of Saint Lucia and of His other Realms and Territories, Head of the Commonwealth | 없음   | 620km2        |
| 세인트빈센트 그레나딘 | 세인트빈센트 그레나딘의 군주 | 1979년 | 하느님의 은총으로 세인트빈센트 그레나딘과 그 밖의 왕국과 영토의 국왕, 영연방의 수장이신 찰스 3세 폐하 Charles III, by the Grace of God, King of Saint Vincent and the Grenadines and of His other Realms and Territories, Head of the Commonwealth | 없음   | 389km2        |
| 솔로몬 제도           | 솔로몬 제도의 군주           | 1978년 | 하느님의 은총으로 솔로몬 제도와 그 밖의 왕국과 영토의 국왕, 영연방의 수장이신 찰스 3세 폐하 Charles III, by the Grace of God, King of Solomon Islands and of His other Realms and Territories, Head of the Commonwealth | 없음   | 28,450km2     |
| 투발루                | 투발루의 군주                | 1978년 | 하느님의 은총으로 투발루와 그 밖의 왕국과 영토의 국왕, 영연방의 수장이신 찰스 3세 폐하 Charles III, by the Grace of God, King of Tuvalu and of His other Realms and Territories, Head of the Commonwealth | 없음   | 26km2         |
| 영국                  | 영국의 군주                  | 1931년 | 하느님의 은총으로 그레이트브리튼 북아일랜드 연합왕국과 그 밖의 왕국과 영토의 국왕, 영연방의 수장, 신앙의 옹호자이신 찰스 3세 폐하 Charles III, by the Grace of God of the United Kingdom of Great Britain and Northern Ireland and of His other Realms and Territories King, Head of the Commonwealth, Defender of the Faith |        | 243,610km2    |
|                       |                              |        | |        | 18,761,942km2 |

## 옛 영연방 왕국
| 국가              | 시작 연도 | 폐지 연도 | 정치 체제   | 방식              | 왕실기 |
| ----------------- | --------- | --------- | ----------- | ----------------- | ------ |
| 바베이도스        | 1966년    | 2021년    | 대통령제    | 새 헌법           |        |
| 실론              | 1948년    | 1972년    | 대통령제    | 새 헌법           |        |
| 피지              | 1970년    | 1987년    | 대통령제    | 군사 쿠데타       |        |
| 감비아            | 1965년    | 1970년    | 대통령제    | 국민투표          |        |
| 가나              | 1957년    | 1960년    | 대통령제    | 국민투표          |        |
| 가이아나          | 1966년    | 1970년    | 대통령제    | 헌법 수정         |        |
| 인도              | 1947년    | 1950년    | 의원 내각제 | 새 헌법           |        |
| 아일랜드          | 1931년    | 1949년    | 대통령제    | 새 헌법           |        |
| 케냐              | 1963년    | 1964년    | 대통령제    | 새 헌법           |        |
| 말라위            | 1964년    | 1966년    | 대통령제    | 새 헌법           |        |
| 몰타              | 1964년    | 1974년    | 대통령제    | 헌법 수정         |        |
| 모리셔스          | 1968년    | 1992년    | 대통령제    | 헌법 수정         |        |
| 나이지리아        | 1960년    | 1963년    | 대통령제    | 헌법 수정         |        |
| 파키스탄          | 1947년    | 1956년    | 대통령제    | 새 헌법           |        |
| 시에라리온        | 1961년    | 1971년    | 대통령제    | 새 헌법           |        |
| 남아프리카 연방‏‎   | 1931년    | 1961년    | 대통령제    | 국민투표, 새 헌법 |        |
| 탕가니카          | 1961년    | 1962년    | 대통령제    | 새 헌법           |        |
| 트리니다드 토바고 | 1962년    | 1976년    | 대통령제    | 새 헌법           |        |
| 우간다            | 1962년    | 1963년    | 대통령제    | 헌법 수정         |        |

## 같이 보기
- 총독 관저